# Haszani járás
A Haszani járás (oroszul Хаса́нский райо́н) Oroszország egyik járása a Tengermelléki határterületen. Székhelye Szlavjanka.

## Népesség
- 1989-ben 43 709 lakosa volt.
- 2002-ben 37 459 lakosa volt.
- 2010-ben 35 541 lakosa volt.